# Cynopoecilus intimus
Cynopoecilus intimus es un pez de la familia de los rivulinos en el orden de los ciprinodontiformes.

## Morfología
Los machos pueden alcanzar los 2,7 cm de longitud total y las hembras los 2,16 cm.

## Distribución geográfica
Se encuentran en Sudamérica: Brasil.